# Molly Bernard

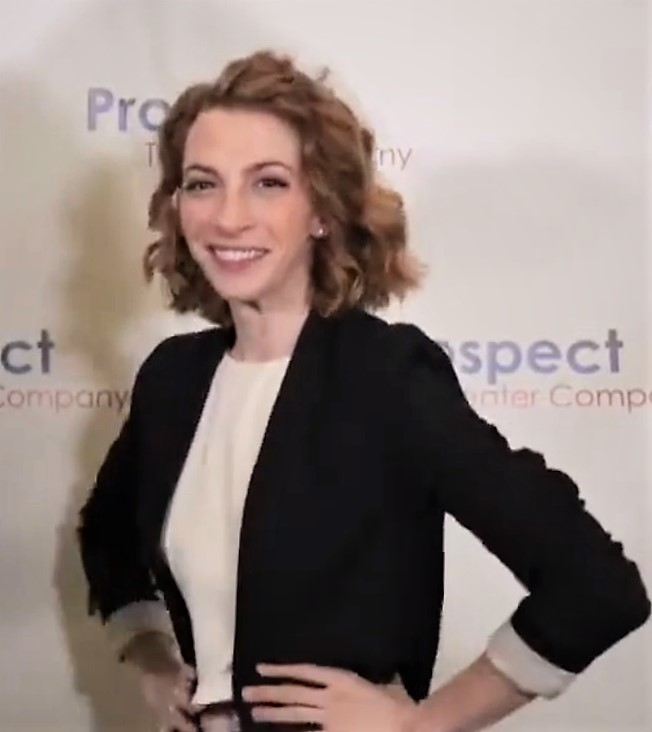
Molly Bernard (2018)

Molly Kate Bernard (* 10. April 1988 in New York City, New York) ist eine US-amerikanische Schauspielerin. Bekanntheit erlangte sie vor allem durch die Rolle der Laure Heller aus der Serie Younger.

## Leben
Molly Bernard stammt aus dem New Yorker Stadtteil Brooklyn. Sie ist eine Enkelin des Schauspielers Joseph Bernard, der an der Gründung des Lee Strasberg Theatre and Film Institute beteiligt war. Bernard besuchte nach dem Schulabschluss zunächst das Skidmore College, das sie mit einem Bachelor abschloss. Anschließend erlangte sie an der  Schauspielschule der Yale University auch ihren Master of Fine Arts. Das Studium in Yale, sowie ein Aufenthalt in Moskau, geschahen auf Anraten ihres Großvaters um sich den Traum von einer Schauspielkarriere zu erfüllen. Ihr Großvater war es auch der ihr eine ihrer ersten Schauspielrollen auf der Bühne in dem Stück The Children’s Hour verschaffte. Ebenfalls noch im Kindesalter war sie 2000 im Film Das Glücksprinzip erstmals vor der Kamera zu sehen.
Anschließend vergingen einige Jahre, bis sie wieder vor der Kamera zu sehen war. 2013 trat sie in einer Gastrolle in der Serie Royal Pains auf und spielte zudem eine Nebenrolle in der Serie Alpha House. 2015 war sie in einer kleinen Rolle in der Filmkomödie Man lernt nie aus zu sehen und wurde zudem als Laura Heller in einer wiederkehrenden Rolle in der Serie Younger besetzt. Die Rolle wurde mit Beginn der zweiten Staffel zu einer Hauptrolle ausgebaut. Bislang war sie in der Rolle in allen sechs produzierten Staffeln zu sehen. Darin spielt sie unter anderem an der Seite von Sutton Foster und Debi Mazar. Während letztere in der Serie ihre Freundin darstellt, war Bernard seit ihrer Kindheit ein Fan von Sutton Foster, der sie auch Fanpost schrieb. 2016 wurde sie in einer kleinen Rolle in Clint Eastwoods Spielfilm Sully besetzt. Von 2016 bis 2017 spielte sie eine jüngere Version, der von Judith Light verkörperten Figur Shelly Pfeffermann in Transparent dar. Weitere Serienauftritte umfassen High Maintenance und Blindspot. Seit 2018 tritt Bernard in der Serie Chicago Med als Dr. Elsa Curry in einer Nebenrolle auf. 

## Persönliches
Bernard, die offen pansexuell ist, gab im Januar 2020 ihre Verlobung mit ihrer langjährigen Freundin Hannah Lieberman über ihre Social-Media-Kanäle bekannt. Im Jahr davor hielt sie die Traurede während der Hochzeitszeremonie ihrer Serienkollegin Hilary Duff.

## Filmografie (Auswahl)
- 2000: Das Glücksprinzip (Pay It Forward)
- 2006: Wrestling with the Past (Kurzfilm)
- 2013: Royal Pains (Fernsehserie, Episode 5x07)
- 2013–2014: Alpha House (Fernsehserie, 4 Episoden)
- 2015: Man lernt nie aus (The Intern)
- 2015–2021: Younger (Fernsehserie)
- 2016: Sully
- 2016: High Maintenance (Fernsehserie, Episode 1x06)
- 2016–2017: Transparent (Fernsehserie, 5 Episoden)
- 2018: Blindspot (Fernsehserie, Episode 3x13)
- seit 2018: Chicago Med (Fernsehserie)
- 2019: Otherhood
- 2020: Milkwater
- 2023: Hit Man
- 2023: The Blacklist (Fernsehserie, eine Episode)
- 2024: Best Man Dead Man
- 2024: Dreams in Nightmares
- 2025: A Nice Lady (Kurzfilm)